# Émile Deroy
Pour les articles homonymes, voir Deroy.
Émile Deroy, né à Paris le 19 janvier 1820 et mort dans la même ville le 10 mai 1846, est un peintre français de l'époque romantique.
Son frère cadet est le lithographe Auguste Victor Deroy (1823-1906).

## Biographie
Émile Isidore Deroy est né à Paris le 19 janvier 1820, fils aîné du lithographe Isidore Deroy et de son épouse Héloïse Villain. Il est l'élève d'Eugène Delacroix et l'ami de Théodore de Banville, du chansonnier Pierre Dupont et de Charles Baudelaire, dont il exécute un portrait en 1844, aujourd'hui l'une de ses œuvres les plus connues. Il peint d'autres portraits dans le même style, comme le portrait d'une Petite mendiante rousse (Paris, musée du Louvre). Il peint aussi les portraits de Théodore de Banville (1846, Versailles, musée de l'Histoire de France), et de Pierre Dupont (Compiègne, palais de Compiègne).
Il meurt à Paris le 10 mai 1846.

Œuvres d'Émile Deroy
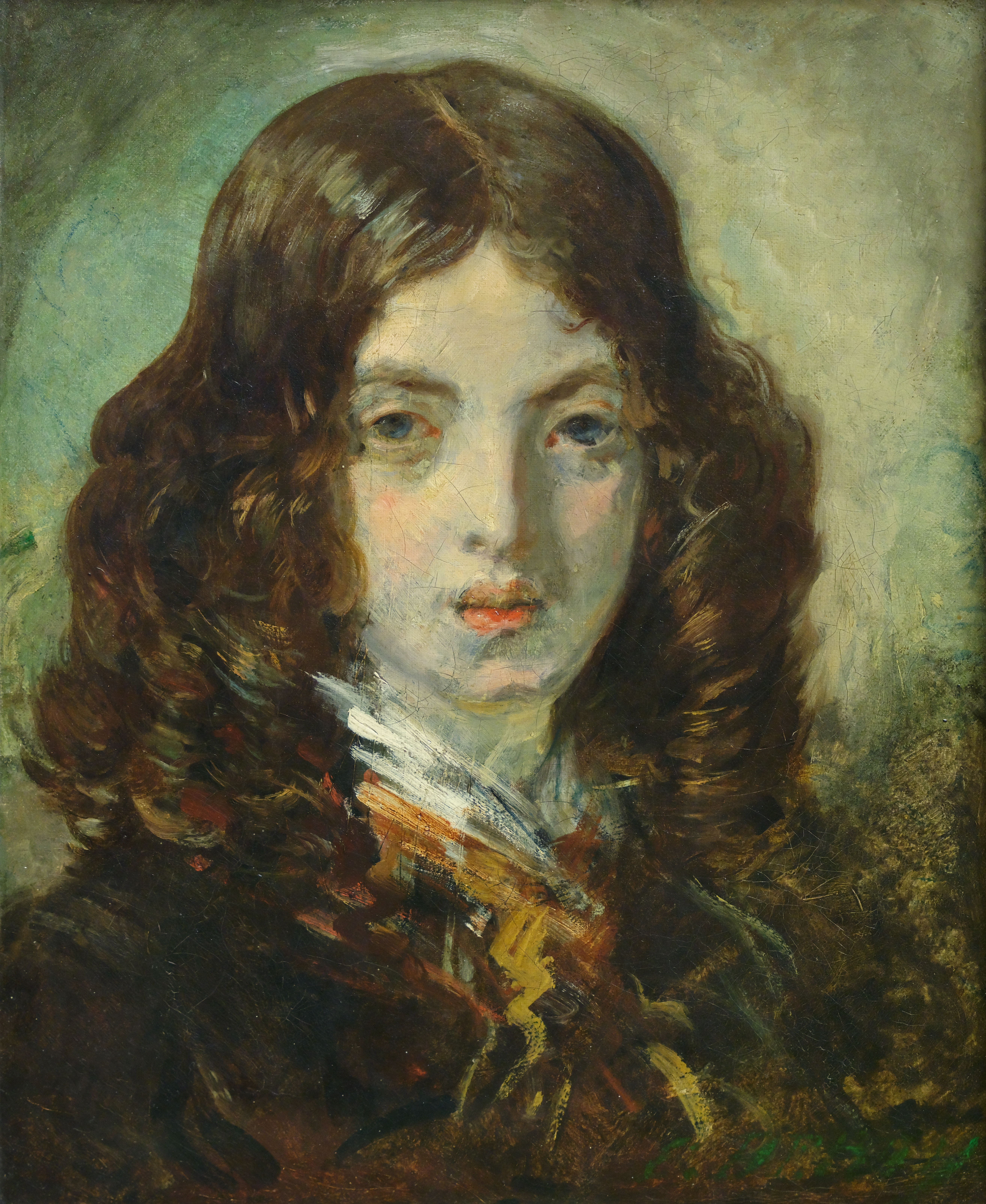
Petite Mendiante rousse (vers 1843), Paris, musée du Louvre.
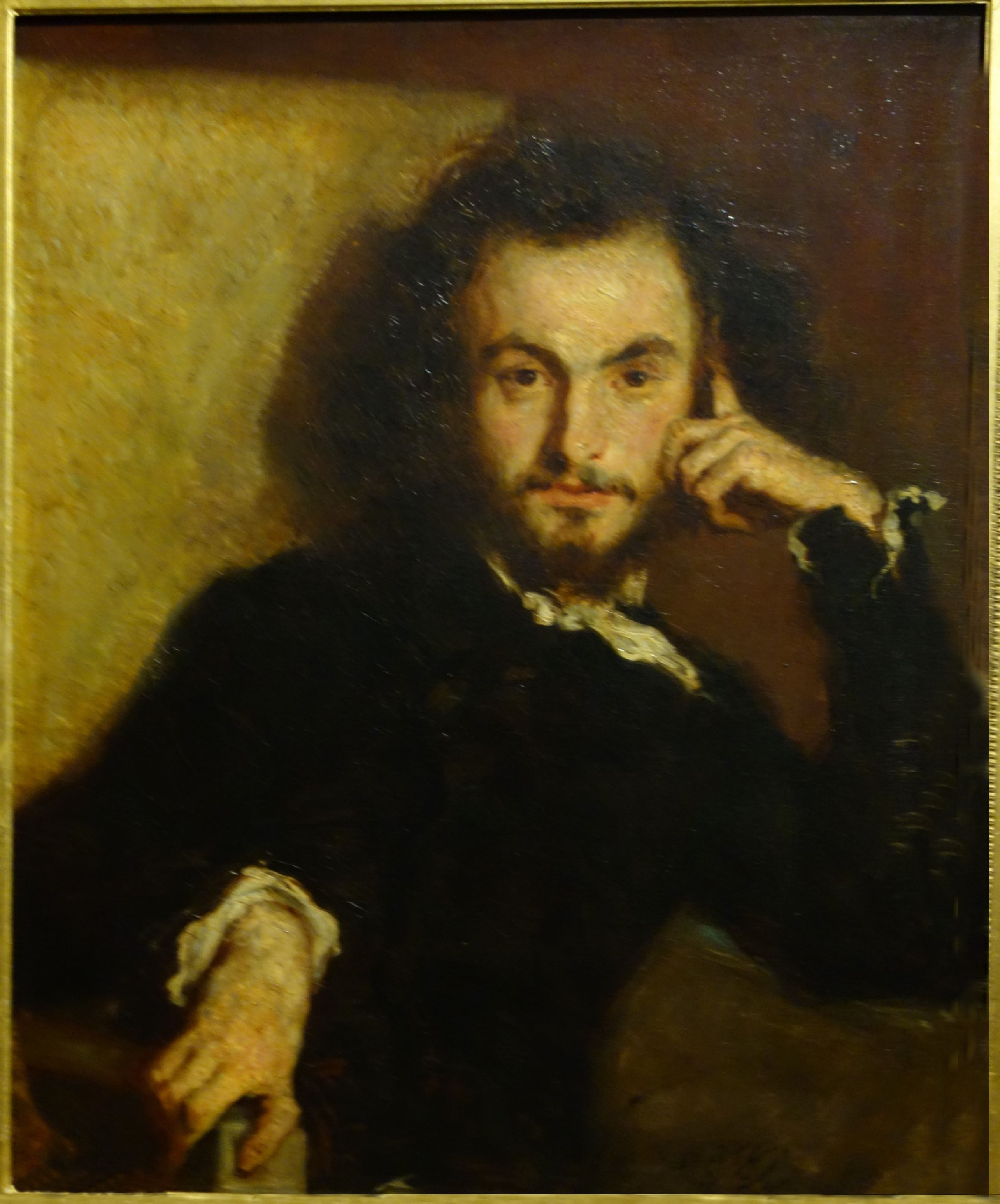
Portrait de Charles Baudelaire (1844), Versailles, musée de l'Histoire de France.